# Коклягіна
Кокля́гіна (рос. Коклягина) — присілок у складі Упоровського району Тюменської області, Росія.
Населення — 30 осіб (2010, 30 у 2002).
Національний склад станом на 2002 рік:
- росіяни — 94 %